# Palaeochrysophanus eurybina
Palaeochrysophanus eurybina är en fjärilsart som beskrevs av Ter Haar 1905. Palaeochrysophanus eurybina ingår i släktet Palaeochrysophanus och familjen juvelvingar. Inga underarter finns listade i Catalogue of Life.